# Кастелорізо (аеропорт)
Цивільний аеропорт острів Кастелорізо (грец. Δημοτικός Αερολιμένας Καστελόριζου) (IATA: KZS, ICAO: LGKJ) — аеропорт на острові Кастелорізо, Греція. Має невелику злітно-посадочну смугу. Розпочав свою роботу в 1986 році. Тільки невеликі літаки, на кшталт DH8 можуть здійснити посадку в аеропорту. 

## Авіакомпанії та напрямки
| Авіакомпанія | Пункт призначення |
| ------------ | ----------------- |
| Olympic Air  | Родос (PSO)       |

## Статистика
Див. джерело запитів Вікіданих та джерела.